# David Lasser

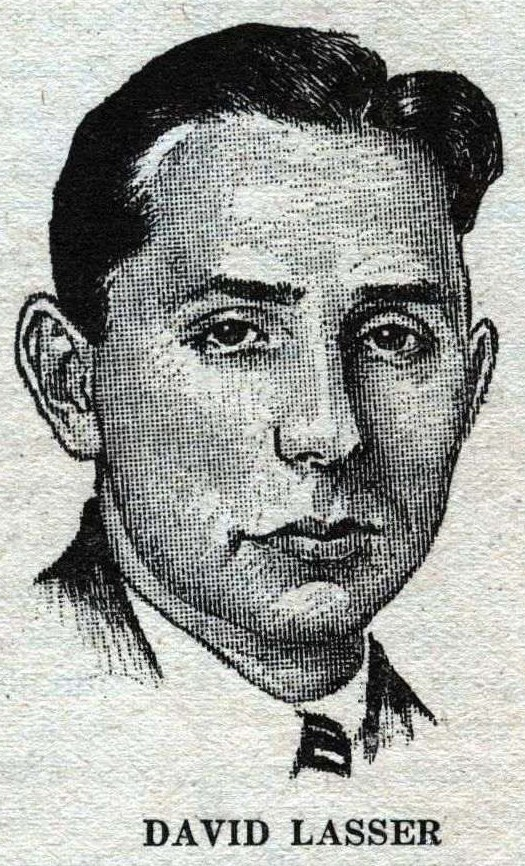
David Lasser, politischer Aktivist und Science-Fiction-Autor.

David Lasser (* 20. März 1902 in Baltimore; † 5. Mai 1996 in San Diego) war ein US-amerikanischer Schriftsteller, der gemeinsam mit Hugo Gernsback arbeitete und die frühe amerikanische Science-Fiction Literatur maßgeblich beeinflusste. Während der Weltwirtschaftskrise machte er sich dann besonders für die Arbeiterrechte stark.

## Leben
Lasser wuchs als Sohn russischer Immigranten jüdischen Glaubens in Newark auf und verließ die High School bereits mit 16 Jahren, um sich mit falscher Altersangabe freiwillig bei der US-Army für den Ersten Weltkrieg zu melden.
Nach einem Gasangriff an der französischen Front wurde er 1919 als Sergeant ehrenhaft entlassen. Ohne passenden Schulabschluss wurde er trotzdem am Massachusetts Institute of Technology (MIT) zugelassen und graduierte dort als Bachelor in Engineering Administration.
In den späten 1920er Jahren zog Lasser nach New York City, wo seine Ausbildung zum Ingenieur ihm half, eine Anstellung als Managing Editor bei Hugo Gernsbacks neuem Science-Fiction-Magazin Science Wonder Stories zu ergattern. Lasser und seine Autoren, darunter zeitweise auch Willy Ley oder George Edward Pendray, gründeten am 4. April 1930 die American Interplanetary Society, deren erster Präsident Lasser wurde. Sie benannten diese 1934 dann um in American Rocket Society und unter der späteren Leitung von Pendray wurde daraus das American Institute of Aeronautics and Astronautics.
Lasser starb im Alter von 94 Jahren im Remington Senior Care Facility in Rancho Bernardo, Kalifornien und hinterließ seine dritte Ehefrau mit Sohn. Ein ausführliches Interview mit Lasser über seine beiden Karrieren im Bereich Science-Fiction und der Arbeiterbewegung finden sich in Eric Leif Davins Pioneers of Wonder.

## Werk
Lasser nutzte all sein Expertenwissen aus den Bereichen Naturwissenschaft, Technik und Raketen, um 1931 The Conquest of Space zu schreiben. Dies war das erste non-fiktionale englischsprachige Buch, das sich mit Raumfahrt beschäftigte und dabei detailliert aufzeigte, wie Menschen eines Tages in den Weltraum reisen werden. Einer ganzen Generation von Science-Fiction-Autoren diente dieses Buch als Inspiration, darunter auch Arthur C. Clarke.
Von 1929 bis 1933 arbeitete Lasser dann als Managing Editor bei Hugo Gernsbacks Stellar Publishing Corporation. Er war damit verantwortlich für alle Ausgaben von Science Wonder Stories und Wonder Stories Quarterly sowie dem Auffinden und der Verpflichtung von vielversprechenden neuen Schriftstellern. Lasser war zwischen Juni 1930 und Oktober 1933 auch der Chefredakteur von Gernsbacks Wonder Stories.

## Politischer Aktivist

16. September 1937 David Lasser protestiert bei Präsident Roosevelt gegen eine nur freiwillige Registrierung von Arbeitslosen.

Nebenher war Lasser Mitglied der Socialist Party und politisch aktiv in der Arbeiterbewegung von New York City. Die Sozialistische Partei machte Lasser 1933 zum National Head ihrer Unemployed Leagues, die gegründet worden war, um Arbeitslose zu organisieren, mehr Unterstützung für sie zu fordern und die bei der Works Progress Administration (WPA) beschäftigten Arbeiter zu repräsentieren.
Als Lasser eines Tages von einer Arbeiter-Kundgebung vom Rathaus zurückkehrte, wurde er von seinem Chef Hugo Gernsback mit den Worten „You love the unemployed so much, I suggest you go join them“ gefeuert. Danach stürzte sich Lasser nur noch viel mehr in die Unterstützung der Arbeitslosen.
In Opposition zur Sozialistischen Partei organisierte auch die Communist Party Arbeitslose in ihren Unemployed Councils. Als 1935 die Volksfront international aufgefordert wurde, Koalitionen mit ähnlichen Organisationen einzugehen, beendeten die Kommunisten unter der neuen Strategie no enemies to the left ihre Attacken gegen die Sozialisten und schlugen vor, die Anstrengungen für die Arbeitslosen nun zu vereinen. Das Ergebnis dieser Fusionierung war die Workers Alliance of America. Im Geiste dieser neuen Gemeinsamkeit wurde Lasser zum Präsident der Workers Alliance gewählt und Herbert Benjamin, Chef des früheren Communist Unemployed Councils, wurde Vice President. 1939 trat Lasser dann aber mit der Begründung zurück, die Workers Alliance werde von den Kommunisten dominiert.
Ungeachtet dessen erließ der U.S. Congress ein Gesetz, um Lasser namentlich von allen zukünftigen Anstellungen beim Staat auszuschließen. Daher arbeitete er als Economics and Research Director der International Union of Electrical Radio and Machine Workers bis zu seinem Ruhestand 1969.
Die Leitung der Workers Alliance ließ das Federal Bureau of Investigation sogar gegen Lasser als möglichen Staatsfeind ermitteln. Erst 1980 wurde Lasser durch ein persönliches Entschuldigungsschreiben von Präsident Jimmy Carter offiziell rehabilitiert.

## Gedächtnis
Das American Institute of Aeronautics and Astronautics (AIAA) vergibt jährlich einen Gardner-Lasser Aerospace History Literature Award an das beste non-fiktionale Originalwerk über Aeronautik oder deren Historie.  Der Preis trägt seinen Namen zu Ehren von David Lasser und Lester Gardner.

## Veröffentlichungen

### Bücher
- D–C armature and field-coil repair Scranton, Pa., International Textbook Co., 1929 (with Clifford Carr)
- Alternating-current motor repair Scranton, Pa., International Textbook Co., 1929 (with Clifford Carr)
- The Conquest of Space New York, Penguin Books, 1931
- A–C motor rewinding and reconnecting Scranton, Pa., International Textbook Co., 1936 (with Clifford Carr and Adolphus Dudley)
- Work and security: a program for America. [Washington] : [Workers Alliance of America], 1938
- Old-age security $60 at 60 Washington, D.C. : Workers Alliance of America, 1939
- Private monopoly; the enemy at home New York, Harper 1945
- Labor and world affairs New York : Foreign Policy Association, 1949 Foreign policy reports; v. 25, Nr. 13. 15. November 1949;

### Artikel
- With vehicle perfected, science hopes to plumb mystery of outer space.New York Herald Tribune, 13. Juli 1930
- The Future of the Rocket. Scientific American, März 1931
- The Time Projector Teil 1 Wonder Stories Volume 3, No 2, Juli 1931
- The Time Projector Teil 2 Wonder Stories Volume 3, No 3, August 1931
- By Rocket to the Planets. Nature Magazine, November 1931